# اسد الله حسین پور
اسدالله حسین‌پور (زاده ۱۸۸۲ تهران - درگذشته ۱۹۵۴) سرلشکر ارتش شاهنشاهی ایران بود. وی یکی از سه پسر احد آقا شیروانی بود و نوه مصطفی‌خان شیروانی، فرماندار خانات شیروان آذربایجان)، از نوادگان شیروان شاه بود که علیه شاه اسماعیل جنگید. به دنبال شکست شیروان شاه، خانات شیروان به ایران ضمیمه شد، اما مصطفی خان حکمرانی شیروان را حفظ کرد.
پدربزرگ حسین پور مصطفی خان یک زمین‌دار قدرتمند و یک فرمانده ارشد نظامی در شیروان بود. وی با یک شاهزاده خانم گرجی ازدواج کرد در آن زمان خانات شیروان و گرجستان هر دو جزو ایران بودند. گرجستان و، شیروان و ۱۵ ایالت یا قلمرو دیگر بعداً به روسیه پیوستند، پس از سه جنگ روس و ایران، در دوره سلسله قاجار، که براساس آن فرماندهان ارتشها از خدمت تحت رهبری جدید روسیه، امتناع کردند، پستهای فرماندهی خود را ترک کرده و با خانواده‌های خود به ایران مهاجرت کردند؛ و وفادار به شاه ایران ماندند.

## حرفه نظامی

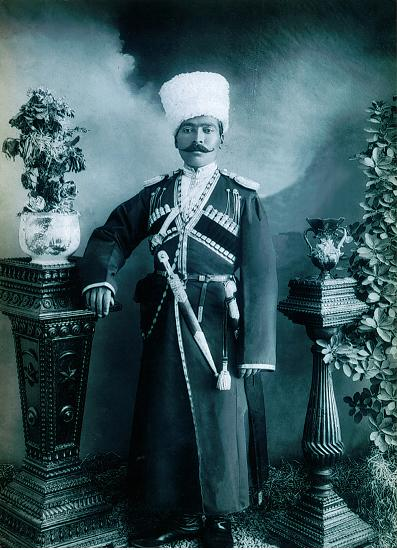
سرهنگ جوان حسین پور در لباس نظامی قزاق ایرانی

حسین پور در سال ۱۹۱۰ به عنوان یکی از چهارمین فارغ التحصیلان کلاس خود از آکادمی تیپ قزاقهای فارغ‌التحصیل شد. وی همکلاسی سرهنگ مهدی قلی تاجبخش و ژنرال فضل الله زاهدی بود (که در سال ۱۹۵۳ توسط محمدرضا شاه پهلوی نخست‌وزیر شد). پس از فارغ‌التحصیلی از آکادمی، وی حدود دو سال وظایف نظامی خود را در زمان روح االله میرزا انجام داد و سپس به عنوان فرماندهی سپاهیان ایالت آذربایجان و کردستان منصوب شد.
وی بعداً به بخش سواره نظام تیپ قزاق ایران منتقل شد و در جنگ جهانی اول شرکت کرد، در طی آن وی درجه ستوانی را به دست آورد. در اواخر جنگ وی به مقام سرگردی ارتقا یافت.
در کنار تعدادی دیگر از فرماندهان قزاق، حسینپور عضو مؤسس نیروهای مسلح جدید شاهنشاهی ایران در زمان سلطنت رضا شاه پهلوی بود. وی در ۲۱ فوریه ۱۹۲۱، کودتایی را به سرپرستی رضا شاه به ریاست لشکر سواره نظام انجام داد. وی یکی از مأمورانی بود که به تهران رسید و آن را کنترل کرد. تهران کاملاً توسط خندق عظیمی برای محافظت در برابر تهاجم نظامی و سارقان احتمالی محاصره شده بود. یک دیوار بلند نیز شهر را محاصره کرده است، با دوازده دروازه فلزی عظیم که در شب قفل شده بودند و توسط نگهبانان نظامی محافظت می‌شدند. نیروی نظامی به سرپرستی مأموران کودتا، کرج را ترک کرد و به دروازه قزوین (نزدیک فرودگاه بین‌المللی مهرآباد فعلی) رسید. وقتی حسین پور به دروازه رسید، به افسران نظامی که از آن محافظت می‌کردند، گفت که همه دروازه‌های دیگر قبلاً گرفته شده‌اند و تسلیم شدن به نفع آنها است که تسلیم شوند.

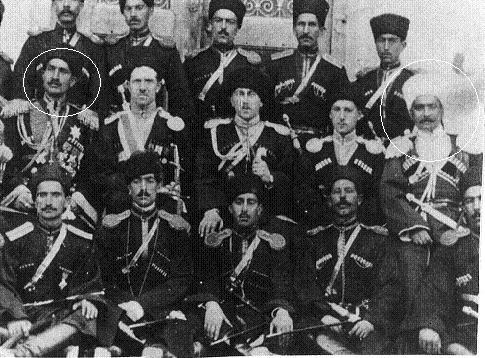
سرهنگ حسین پور (ردیف دوم، راست اول) با کلاه سفید، رضا شاه (ردیف دوم، اول چپ) که با دایره سفید در اطراف سر نشان داده شده است، با دیگر فرماندهانی که کودتای ۱۹۲۱ را انجام دادند

نگهبانان تسلیم و دروازه را باز کردند و ارتش بدون هیچ‌گونه خونریزی وارد شهر شد و پایتخت را فتح کرد. چند روز بعد، حسین سی پور به درجه سرهنگی ارتقاء یافت و منصوب شد (با همکاری چند فرمانده ارشد نظامی دیگر) برای تبدیل و ایجاد نیروهای زمینی ارتش مدرن شاهنشاهی ایران، به عنوان رئیس لشکر سواره نظام مستقر در ارتش عباس‌آباد منصوب شد. مرکز فرماندهی. مدال نظامی به نام " سِوم هووت " یا " سِوم اسفند " در حدود سال ۱۹۲۸ به فرماندهان و افسران شرکت کننده اهدا شد.
حسین پور در حدود ۶۰ سالگی از ارتش شاهنشاهی ایران بازنشسته شد و بقیه عمر خود را صرف نظارت بر امور روستاها و املاک خود و مشغول فعالیت‌های بشردوستانه کرد.

### پست‌های فرمان
حسین پور در دوران سربازی خود دستورها نظامی زیر را برگزار کرد:
- فرمانده لشکر سواره نظام؛
- فرمانده ارتش ایالت آذربایجان؛
- فرمانده ارتش ایالت کرمان؛
- فرمانده ارتش ایالت کردستان؛
- رئیس دادگاه حقوقی ارتش شاهنشاهی ایران؛
- مشاور عالی نظامی نیروهای زمینی شاهنشاهی ایران.

### مدال‌های نظامی
به حسین پور مدالهای نظامی اعطا شد:
- کودتای مدال سوم اسفند؛
- مدال سپه؛
- مدال ذوالفقار.

## زندگی شخصی
پدر حسین پور پدر و مادر و برادر خود را در سنین جوانی از دست داد و تمام ثروت و املاک خانواده را به ارث برد. دولت ایران مالکیت تعدادی از املاک، مزارع، زمین‌های مسکونی و روستاها را به وی و تعدادی از فرماندهان ارشد دیگر برای جبران خسارات مالی پدرانشان که هنگام مهاجرت به ایران متحمل شده بودند، اعطا کرد. خانواده حسین پور دهکده‌ها، مزارع، املاک و مستغلات، زمین‌های بزرگ و خانه‌هایی را دریافت کردند که در نهایت اسداله به ارث برد.
پدربزرگ حسین پور امیرحسین، فرمانده ارشد شیروان و همکار و دوست نزدیک پاشا خان پاشایی بود. او در جنگ ۱۸۶۳ در کنار سرهنگ پاشا خان در برابر ارتش روس جنگید. پاشا خان تلاش زیادی کرد تا مزرعه ای بنام کوشش میرحسین بسازد که به نام پدربزرگ حسین پور یا پدربزرگ خود نامگذاری شده است. امیرحسین با دختر یکی از صاحبخانه‌های سرابند در شهر اراک، ایران ازدواج کرد، که تمام ثروت آن (روستاها و زمین‌های بزرگ) نیز توسط حسین پور به ارث رسیده است.
حسین پور در سن ۱۲ سالگی مادر خود را از دست داد. خواهرش با عبدالله مستوفی، فرماندار اراک ازدواج کرده بود، اما او نیز در سنین جوانی درگذشت. دایی پدر حسین پور (پاشایی) او را ترغیب کرد که به آکادمی تیپ قزاق بپیوندد.
حسین پور در ۲۰ سالگی از پدر خود به ارث برد و وارد زندگی اشرافی شد. در حالی که دانشجویی در آکادمی تیپ قزاق بود، او اغلب به خانه پاشایی مراجعه می‌کرد تا با پسران خود تماس بگیرد. همسر پاشایی زمانی گفته بود که در سال ۱۹۰۶، هنگامی که حسین پور از آنها بازدید کرد، وی همچنان در دانشکده آکادمی بود.
حسین پور با بدیهه خانم منجمی، پیرو آیین بهائیت ازدواج کرد. فرزند اولشان یک دختر به نام فخرالزامان خانم و فرزند دوم آنها ب پسری به نام امیر هوشنگ به دنیا آمد که در حالی که هنوز بچه بود درگذشت.
بدیهه خانم چند سال بعد در اثر سرطان سینه درگذشت و حسین پور با خواهرش منیره خانم ازدواج کرد. آنها سه دختر (توراندخت، پوراندخت و ویکتوریا) و دو پسر (عبدالرضا و تورج) داشتند. پسر عبدالرضا، امیرحسین پور یک مدیر اپرا و باله مستقر در لندن شد). منیره خانم در سن ۴۸ سالگی در خواب درگذشت و چهار سال بعد، در سال ۱۹۵۴، حسین پور بر اثر سکته قلبی در ایران درگذشت. وی در گورستان بهائیان تهران (گلستان جاوید) دفن شد که پس از ناآرامی‌های سیاسی سال ۱۹۷۹ در ایران تخریب شد.